# Ilya Savelyev
Ilya Yevgenyevich Savelyev (em russo:  Илья Евгеньевич Савельев; Moscou, 10 de junho de 1971) é um ex-jogador de voleibol da Rússia que competiu nos Jogos Olímpicos de 2000.
Em 2000, ele fez parte da equipe russa que conquistou a medalha de prata no torneio olímpico, no qual atuou em sete partidas.